# Cronologia della storia di Teramo
La pagina illustra la cronologia della storia di Teramo

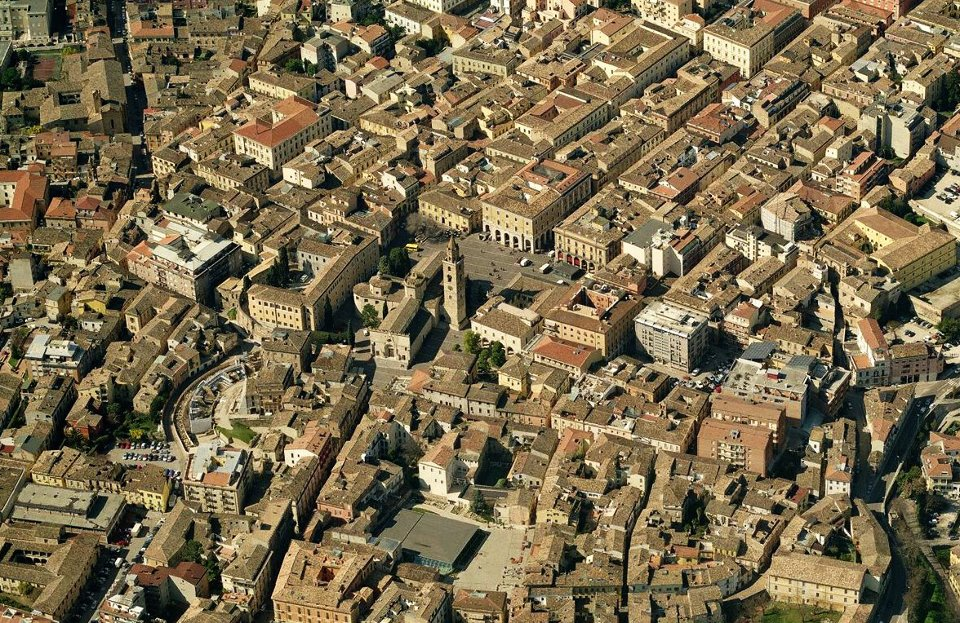
Veduta aerea di Teramo

## Origini e periodo italico

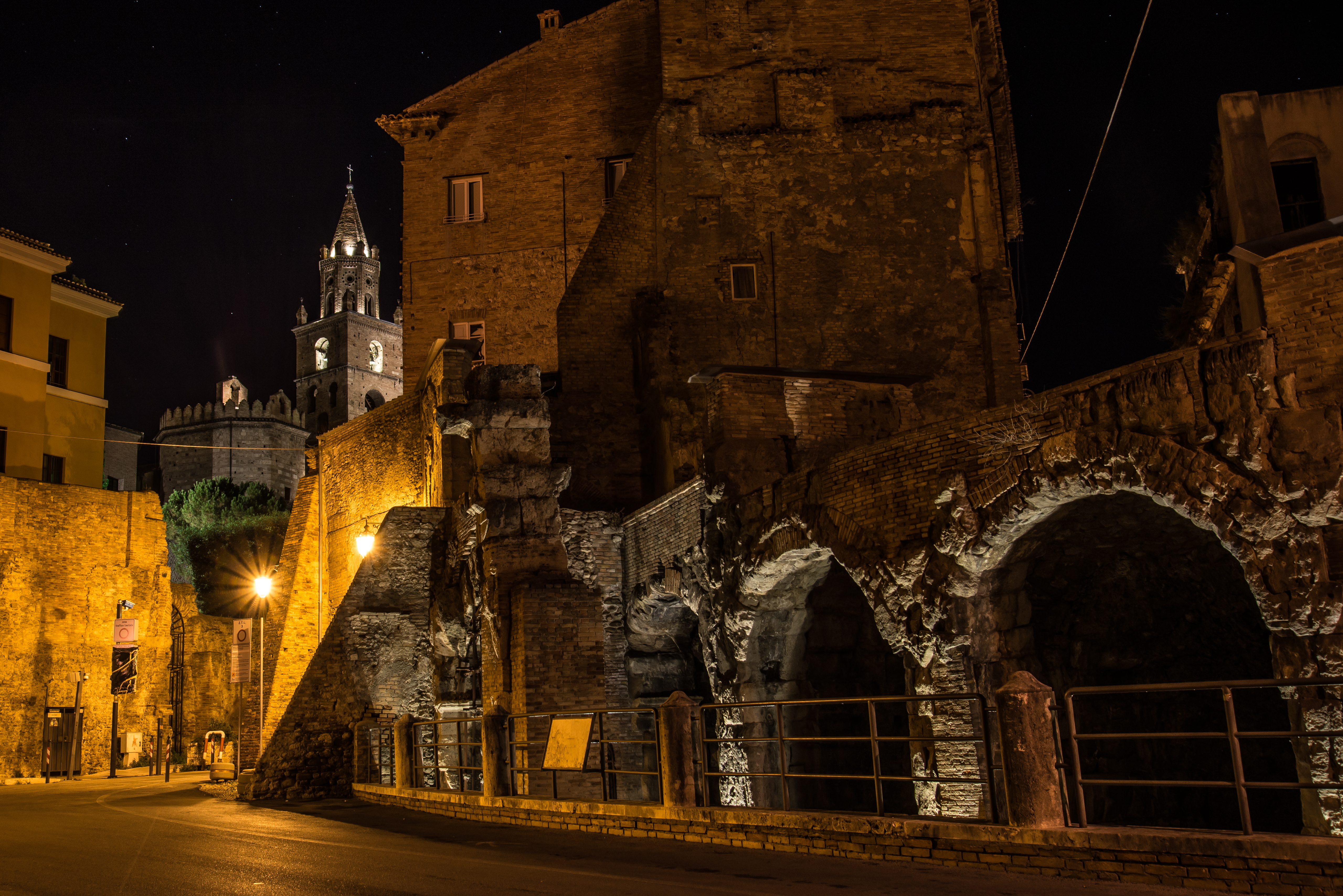
Teatro romano di Teramo, e campanile del Duomo in lontananza

Secondo gli storici antichi Anton Ludovico Antinori e Niccola Palma, l'area teramana fu conquistata nel I millennio a.C. dai Liburni o dagli Aborigeni; per la presenza del toponimo Pretut, che poi fu usato dagli italici Pretuzi e per il territorio, l'agro Pretuziano, e per altri come la Valle Siciliana vicino Castelli e Isola del Gran Sasso, questi storici hanno pensato che prima dei Pretuzi, l'area fosse stata colonizzata anche dai Sicelioti.
- VIII secolo a.C.: discesa dei Pretuzi, che si stabiliscono tra i fiumi Vomano, Tordino, Tronto e Vobrata, confinando con i Vestini presso l'Aterno.

- 304 a.C.: pace tra Roma e Italici dopo le guerre sannitiche, colonizzazione romana dell'Aprutium e creazione di colonie, come Castrum Novum (Giulianova), passaggio a Interamnia (così si chiamava Teramo) della via Caecilia, resti presso Ponte Messato-Madonna della Cona.

- 295 a.C. Nella Battaglia di Sentino i Romani sconfissero la Confederazione italica (Sanniti, Etruschi, Umbri e Galli). Con questa battaglia ebbe termine la Terza guerra sannitica.

- 290 a.C. Il territorio Sabino e il territorio Pretuzio furono occupati militarmente dalle legioni comandate dal Console Manio Curio Dentato.

Alla città venne dato il nome latino di Interamnia Praetuttiorum, secondo alcuni "semplice traduzione" del toponimo "Petrut".
Nel contesto della dominazione romana, in un primo tempo il Pretuzio è acquisito alla Tribù Velina.
- 88 a.C.: guerra sociale

- I secolo d.C.: divisione da parte di Augusto delle province: Interamnia fa parte della Regio V Picenum, divisa dalla IV Samnium dal fiume Pescara.

### Dalla caduta di Roma ai Normanni
- V secolo: invasione gotica
- VI secolo: presenza della diocesi Aprutina, citata nelle lettere di San Gregorio Magno
- VII secolo: inizio della dinastia dei Conti Aprutini, tra Longobardi e Franchi

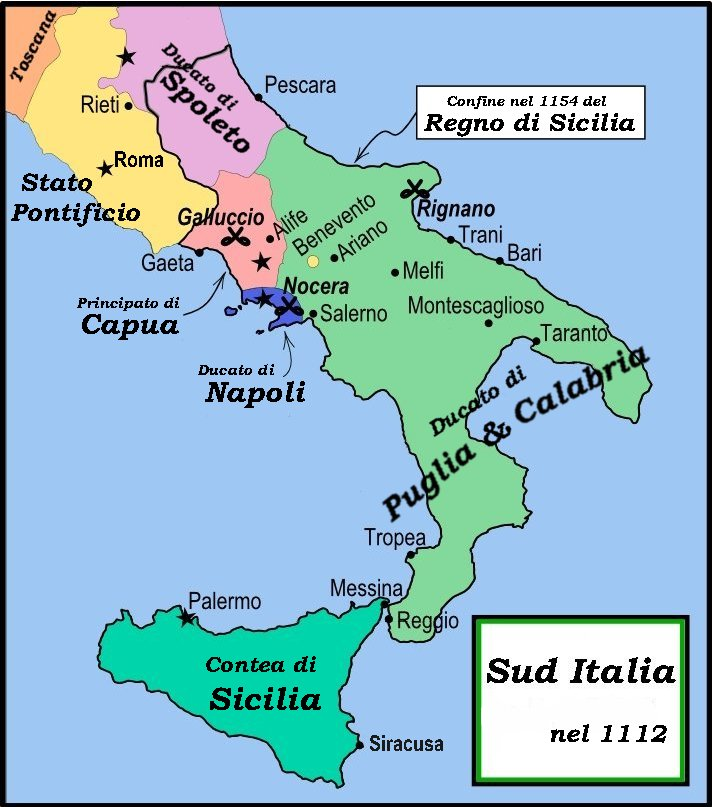
L'Italia meridionale nel 1112

- VII-VIII secolo: costruzione delle varie abbazie nel contado, San Nicolò a Tordino, San Giovani a Scorzone, a Teramo presenza della cattedrale di Santa Maria Aprutiense (Largo Torre Bruciata)
- Dal 1059 i Normanni si stabilirono in Puglia.

- 1076 Invasione dei Normanni guidati da Roberto di Basunvilla, conte di Loretello che penetrano nella marca teatina (Chieti), e anche a Teramo.

- 1077 Dai Longobardi del ducato di Spoleto, Teramo, riconquistata da Guarnieri, signore di Ancona, Fermo e Spoleto, passa ai Normanni del Ducato di Puglia e Calabria.

- 1129 Teramo era sottoposta ai Normanni del Ducato di Puglia e Calabria.
- 1140 A questa data Teramo entrò a far parte dei domini di Ruggero, primo re delle Due Sicilie, che rimase sul trono dal 1112 al 1154.

Regno di Sicilia nel 1154

### Eventi del 1153
- 1153 (circa)[1] al tempo del Vescovo Guido II e del conte Roberto di Aprutio, Teramo fu distrutta dalle armate normanne di Roberto di Loritello; della città rimasero in piedi solo:
  - in piazza Sant' Anna la Torre Bruciata, appellativo che le è stato attribuito in memoria del fuoco;
  - parte dell'Antica cattedrale di Santa Maria Aprutiensis costruita nel VI secolo;
  - in via Stazio, Casa Francese e qualche muro della chiesa di Santa Maria a Bitetto;
  - in via Anfiteatro casa Di Raimondo-Narcisi;
  - secondo Savini, anche la chiesa di San Benedetto (oggi dei Cappuccini);

Il vescovo Guido II è frattanto a Castel San Flaviano, l'odierna Giulianova, che poi volle ricompensare per l'ospitalità ricostruendo la chiesa di Santa Maria a Mare
- 1153 (post). (forse 1155 o 1156) Il Vescovo Guido II, ottenne dal nuovo Re Guglielmo I la supremazia sulla città di Teramo e il permesso di ricostruirla;
- 1153 un non meglio identificato Teodino, (secondo quanto rivela una lapide scoperta dal Savini) fece edificare chiesa e monastero di Sant'Angelo delle Donne, poi denominato della Madonna delle Grazie, protettrice oggi della città di Teramo;
- 18 agosto 1165: Il vescovo aprutino Guido II concede ai teramani la libertà reale e personale (http://www.abruzzoinmostra.it/progetto-ocr/comune-teramano/PAGE0531.HTM);

## Secolo XIII (1201-1300) detto Periodo di libertà

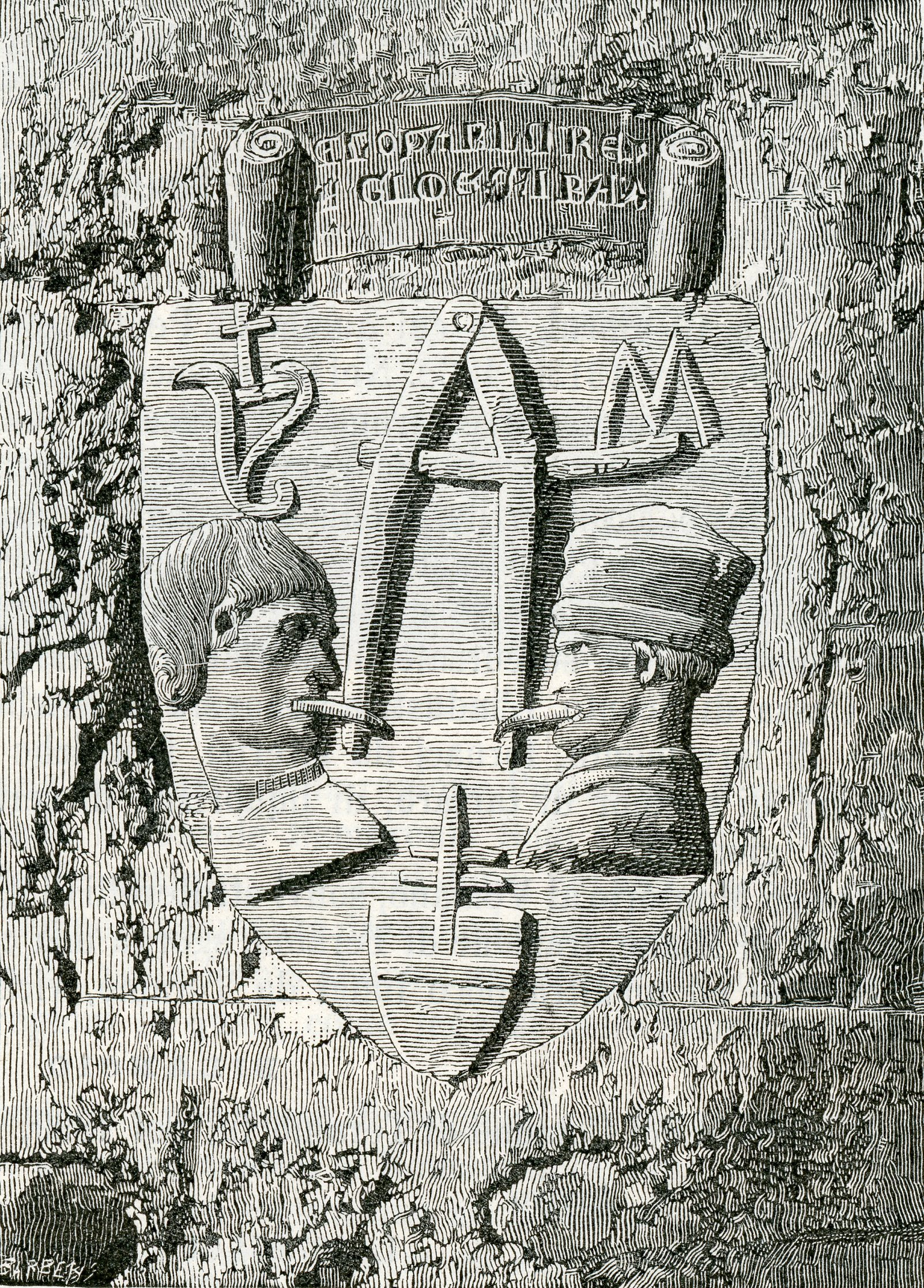
Incisione della "lapide delle Malelingue", oggi nel palazzo comunale, ma prima sul fronte di Casa Antonelli. L'iscrizione riporta: A lo parlare agi mesura

- 1207 Il vescovo Sasso volle compensare i teramani per aver ricostruito le mura concedendo loro il diritto di essere amministrati da un Podestà. Questi doveva però giurare nelle mani del vescovo ed era scelto da una persona di fiducia del vescovo stesso;
- 1207‑1292: al tempo del governo podestarile la città attraversò un periodo abbastanza prospero di vita municipale e cominciò ad avanzare nello sviluppo edilizio;
- 1227 si costruisce la Chiesa di S. Francesco, detta oggi di S. Antonio;
- 1233-1234 per volontà di Federico II di Svevia (Costituzioni di Melfi), il territorio del regno fu diviso in NOVE GIUSTIZIERATI e Teramo fu compreso nel Giustizierato d'Abruzzo, che faceva capo a Sulmona;
- Dopo la morte di Federico II (1250) gli Ascolani assediarono Teramo, ne distrussero le mura e abbatterono le porte, molti furono i prigionieri. L'azione fu istigata dal cardinale Pietro Capoccio, legato di papa Innocenzo IV;
- 1268 fine del dominio degli Svevi e inizio di quello Angioino;
- 1270 il castello di Morricone, che apparteneva al seguace di Corradino, Berardo di Morricone, passa a Teramo;
- Il 5 ottobre 1273 Carlo I d'Angiò sancì  col diploma di Alife la suddivisione dell'Abruzzo, considerato un distretto troppo esteso per essere ben amministrato e difeso, trovandosi all'estremo limite settentrionale del regno. Si preferì seguire un confine naturale, il corso del fiume Pescara, determinando a nord il Giustizierato d'Abruzzo Ulteriore (Ultra flumine Piscaria) e a sud il Giustizierato d'Abruzzo Citeriore (Citra flumine Piscaria);
- 1276 Il numero degli abitanti di Teramo è valutato in circa 7500 anime, (1500 fuochi), come riportato in una sentenza del 6 febbraio del giustiziere d'Abruzzo Guglielmo di Haubenviller;
- Tra il 1294 e il 1300 si fortificano il municipio e le case dei Melatini e degli Antonelli;

## Secolo XIV (1301-1400)

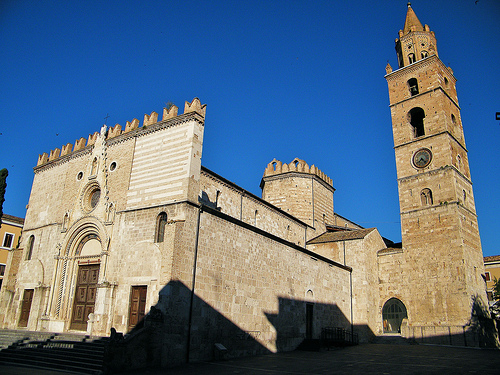
Duomo di Teramo

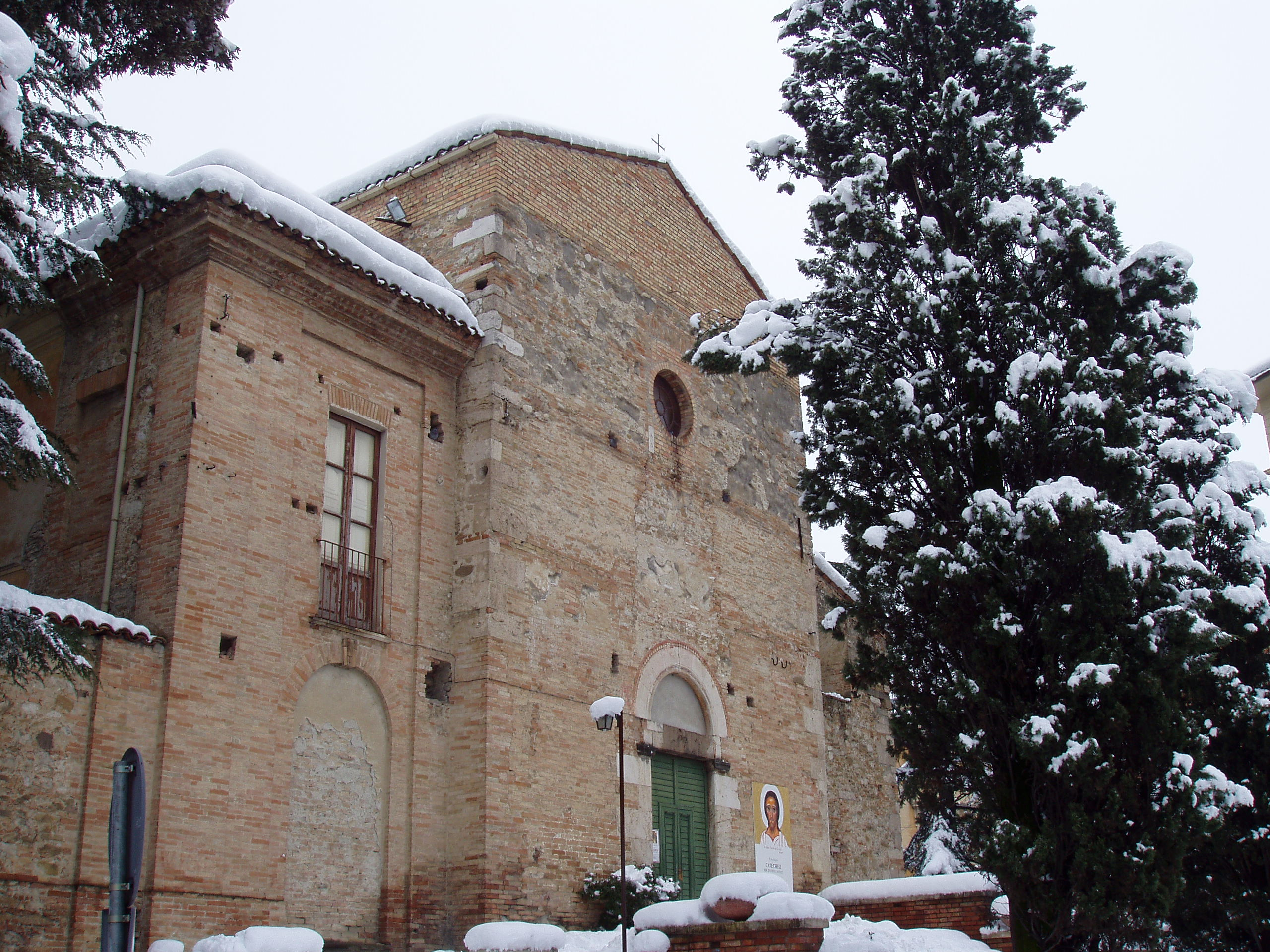
Convento dei Cappuccini di Teramo

- Durante il dominio angioino Teramo conobbe un periodo di splendore; i signori della diocesi aprutina, i vescovi Rainaldo Acquaviva, Niccolò degli Arcioni (1317), Stefano da Teramo (1335) e Pietro di Valle (1366), ricostruirono la città, che acquisì castelli, villaggi e, soprattutto, grandi privilegi concessi dai sovrani, con i quali si costruirono chiese, conventi e palazzi; è in quest'epoca che il risveglio edilizio teramano si accentuò in maggiore misura. Più che alle abitazioni private, le mire dei magistrati e dei cittadini furono rivolte agli edifici pubblici di carattere civico e religioso, tanto nell'ambito della terra vecchia che in quello della terra nuova;
- del 1309 è la costruzione della torre campanaria di S. Antonio a Teramo;
- sin dal 1323 un benemerito cittadino, Bartolomeo di Zalfone, ricostruiva e ampliava l'Ospedale che si disse di Sant'Antonio abate.
- nel 1327 la Loggia Comunale risulta già costruita; nello stesso anno veniva edificata la chiesa di San Domenico;
- nel 1332 il vescovo Niccolò degli Arcioni ingrandiva la Cattedrale dal lato occidentale, con l'aggiunta di tre navate in stile gotico, sistemava a oriente la facciata del vecchio Duomo col magnifico portale di Adeodato romano;
- probabilmente dallo stesso artefice faceva ornare di graziose logge il palazzo vescovile;
- Si dava infine sicurezza alla città vecchia, munendola di un castello, che fu detto la Cittadella e di cui si trova la prima menzione appunto nel secolo decimoquarto;
- 1348
  - al termine della pestilenza viene eretta la chiesa della Madonna della Misericordia;
- 1362 da un documento notarile si ricava la rima notizia relativa alla chiesa di San Benedetto, detta poi dei Cappuccini, secondo Savini edificata rima del 1153; in quello stesso anno risulta gi eidificata la chiesa di Sant'Agostino;
- Nel 1372 fu costruita la casa della famiglia di Melatino;
- Tutte queste chiese, meno quella della Misericordia, ebbero annesso un convento con vasti orti all'intorno;
- 1363 guerra tra Teramo e Campli per il dominio sulla montagna di Melatino;
- 1380 si verifica in città un disastroso terremoto;
- 1383 Antonello De Valle è il primo signore di Teramo;
- 1384
  - Veniva fondato il monastero delle Benedettine di San Giovanni.
  - nello stesso anno si manifestò un terremoto. Ecco cosa scrive lo storico Niccola Palma:[3] Nella mattina de' 22 ottobre 1384 per violenta scossa di tremuoto ruinarono in Teramo molte case, e rimasero schiacciati più di venticinque persone.
- con l'annessione al Regno Normanno, - scrive Savorini - che fu poi, attraverso varie vicende, il Regno delle Due Sicilie, Teramo divenne città di confine, vera Porta Regni;
- scrive il Muzii

(Dial. III, 2)
Triste privilegio, però, che determinò per la nostra città un continuo travaglio il quale ebbe termine soltanto dopo il 1860, con la unificazione d'Italia.

## Il Quattrocento

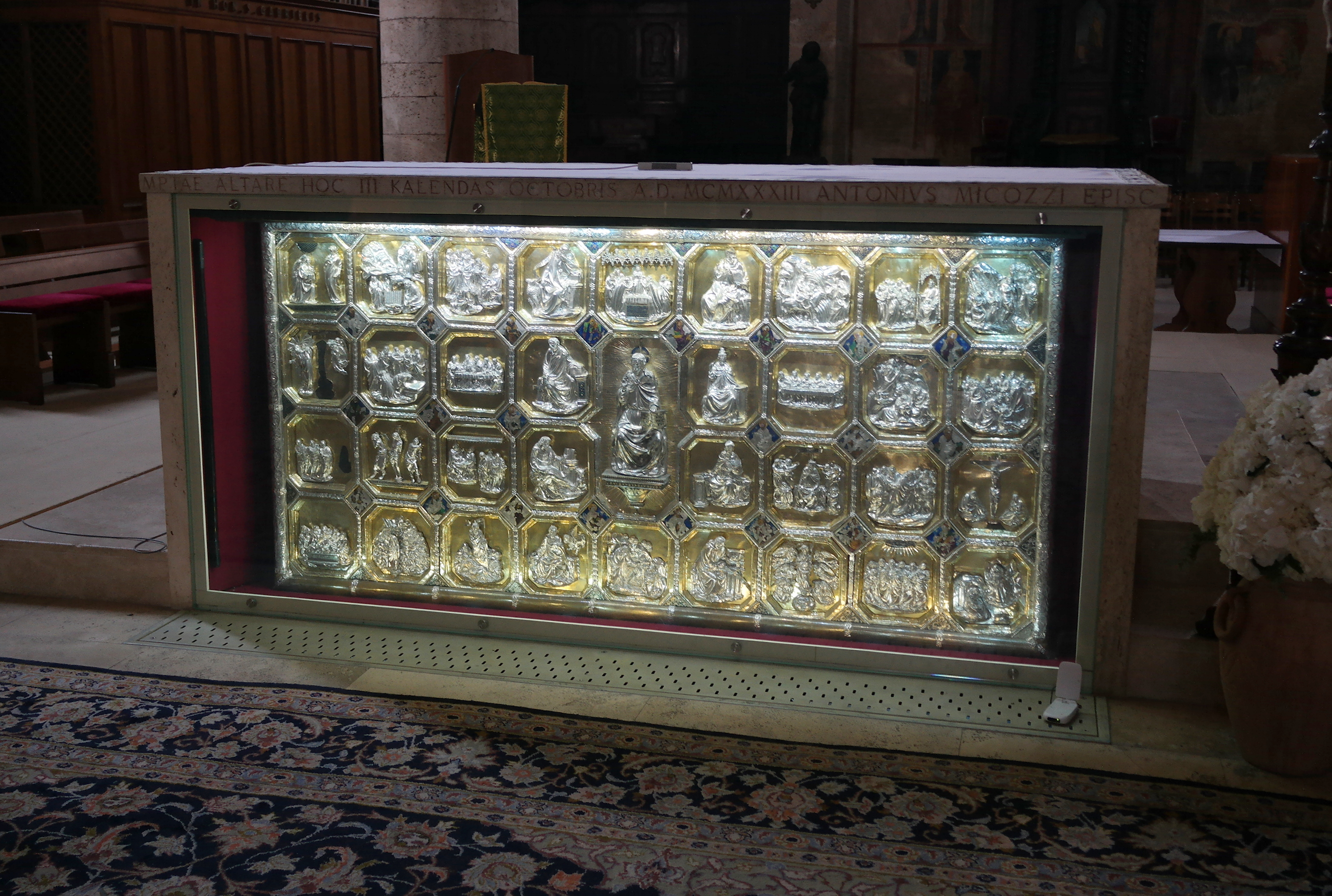
Paliotto d'altare di Nicola da Guardiagrele, Duomo di Teramo

Francesco Savini identifica gli anni tra il 1388 e il 1507 come "Epoca delle fazioni e delle Signorie".
- 1400-1401 Inizio delle lotte tra i De Melatino (Roberto) e i De Valle
- Nei primi anni del Quattrocento viene ucciso il tiranno Antonello De Valle. Il suo castello, ubicato nei pressi dell'attuale piazza Garibaldi, fu demolito a furor di popolo. Del castello del tiranno, della vita sfarzosa che questi conduceva, delle grandiose naumachie riferisce ampiamente il Muzii nella sua storia. I resti del castello sono ben visibili nel sottopassaggio di piazza Garibaldi;
- 1407 congiura dei Melatino che portò all'uccisione del signore di Teramo Andrea Matteo Acquaviva, a seguito della quale vennero ritenuti colpevoli ed esiliati i figli di Errico Melatino e i fratelli Tommaso e Berardo Paladini, figli di Giovanni di Cola.
- 1410 circa. Su committenza degli agostiniani, il pittore veneziano Jacobello del Fiore dipinge il Polittico, alla cui base raffigura una veduta di Teramo che, per quanto si conosce, è la più antica esistente;
- 1420-24 per conto della regina Giovanna II, Braccio da Montone è signore di Teramo, riporta un poco di ordine nella città. (Giacinto Pannella nella sua Guida illustrata di Teramo afferma 1421-1424)
- 1440 in un momento di calma il Parlamento teramano lavorò agli Statuti cittadini, che il canonico della Cattedrale Giacomo di Bartolomeo di Leonardo da Teramo trascrisse con cura amorevole.
- Teramo dal 1436 al 1442 fu governata da Francesco Sforza, la città si caratterizza come Città comunale (precisare circostanze) (Pannella nella sua Guida afferma che Francesco Sforza soggiornò a Teramo dal 1438 al 1443)
- Dal 1433 al 1448 Nicola da Guardiagrele realizza il Paliotto per il Duomo di Teramo
- Nel giugno del 1442 il regno di Napoli cade nelle mani degli spagnoli Aragonesi, nell'agosto dello stesso anno 1442 entra all'Aquila Alfonso V d'Aragona che, nel novembre 1443, abbandonato l'assedio di Ascoli se ne venne in Teramo a scacciarvi i presidii Sforzeschi
- Rapporto tra Teramo e Giosia Acquaviva
- 1456: forti scosse di terremoto si verificarono negli Apruzzi, specialmente il Citeriore, con rovine di edifici e con la morte di alcuni abitanti. La prima scossa avvenne nella notte tra il 4 e 5 il dicembre e altre ne seguirono nei giorni successivi. In Teramo (scrive lo storico Muzio Muzj[4]), ... gettò a terra molte case, con morte di ducento, e più persone. Rovinarono la chiesa di San Francesco, San Domenico e San Berardino.
- 1458: morte di Alfonso V d'Aragona: confermati i privilegi delle città demaniali: Lanciano, Teramo, Chieti
- 1461: altre scosse di terremoto rovinano la chiesa di San Francesco (oggi Sant'Antonio) appena riedificata dopo il terremoto del 1456. Inoltre fa cadere la chiesa di San Domenico e la chiesa di San Bernardino (Necrologium Iteramnate, A.D. 1641), però "dalle prime due chiese rimase ancora qualche parte mentre l'ultima andò perduta" (Gavini I. C., "I terremoti d'Abruzzo e i suoi Monumenti", Rivista Abruzzese, V, pp. 235, e segg., Teramo, 1915).

## Il Cinquecento
- 1504. Il Regno di Napoli passa a Ferdinando il Cattolico, che dà inizio al dominio spagnolo sull'Abruzzo e sul meridione.
- Teramo e altre città dell'Abruzzo (Sulmona, Caramanico, Atessa, Bucchianico, Agnone e Guardiagrele) entrarono in possesso di Giovanna, figlia di Ferdinando, e dell'altra Giovanna sua figlia. Le due regine visitarono l'Abruzzo nel 1514 e Teramo ("nel mese di luglio", dice Pannella nella sua Guida di Teramo del 1888). Nel maggio di quell'anno furono in Teramo: la loro visita è ampiamente descritta sia dal Muzii sia dal Palma.
- Alla morte di Ferdinando il regno passa a Carlo V. Alla morte delle due Regine le città in loro possesso rientrano nel Demanio. Poco dopo Teramo è venduta per 40.000 ducati al duca di Atri, Andrea Matteo Acquaviva. I Teramani, forti di una lunga esperienza di autonomia si ribellarono alla decisione e si armarono pronti a resistere all'assedio del Duca che effettivamente circondò la città nel novembre del 1521.

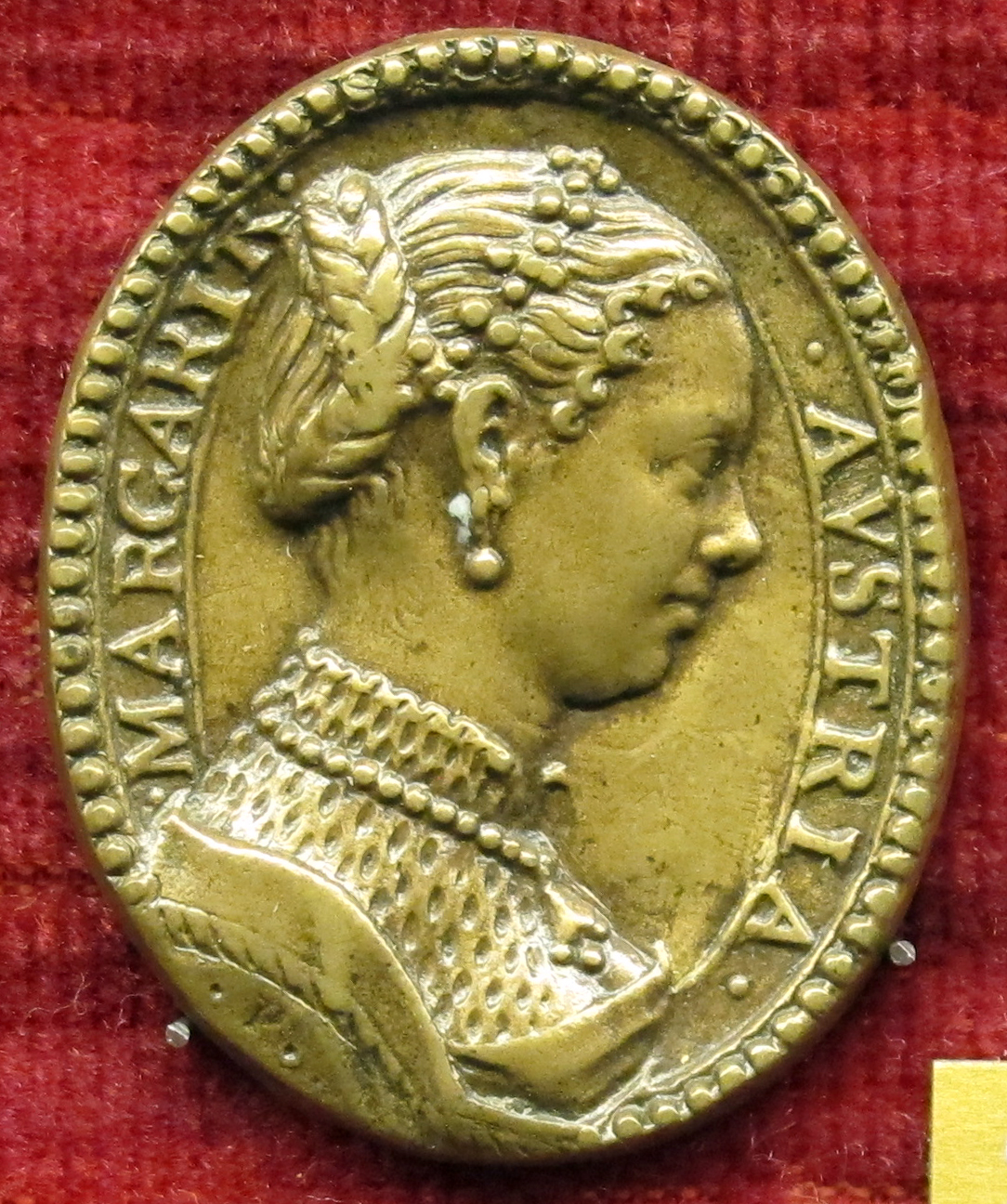
Medaglia ritratte Margherita d'Austria

- 17-18 novembre del 1521. Si dice che nel corso della notte, atterrite da una miracolosa visione della Vergine Maria e San Berardo apparsi a difesa delle mura della città, le truppe di Acquaviva tolsero l'assedio e si allontanarono. Il cosiddetto miracolo di San Berardo fu celebrato nel corso dei secoli da numerosi pittori. Tra tutti il più celebre dipinto è quello eseguito da Giuseppe Bonolis (1800-1851) nella prima metà dell'Ottocento e oggi conservato presso la Sacrestia del Duomo di Teramo.

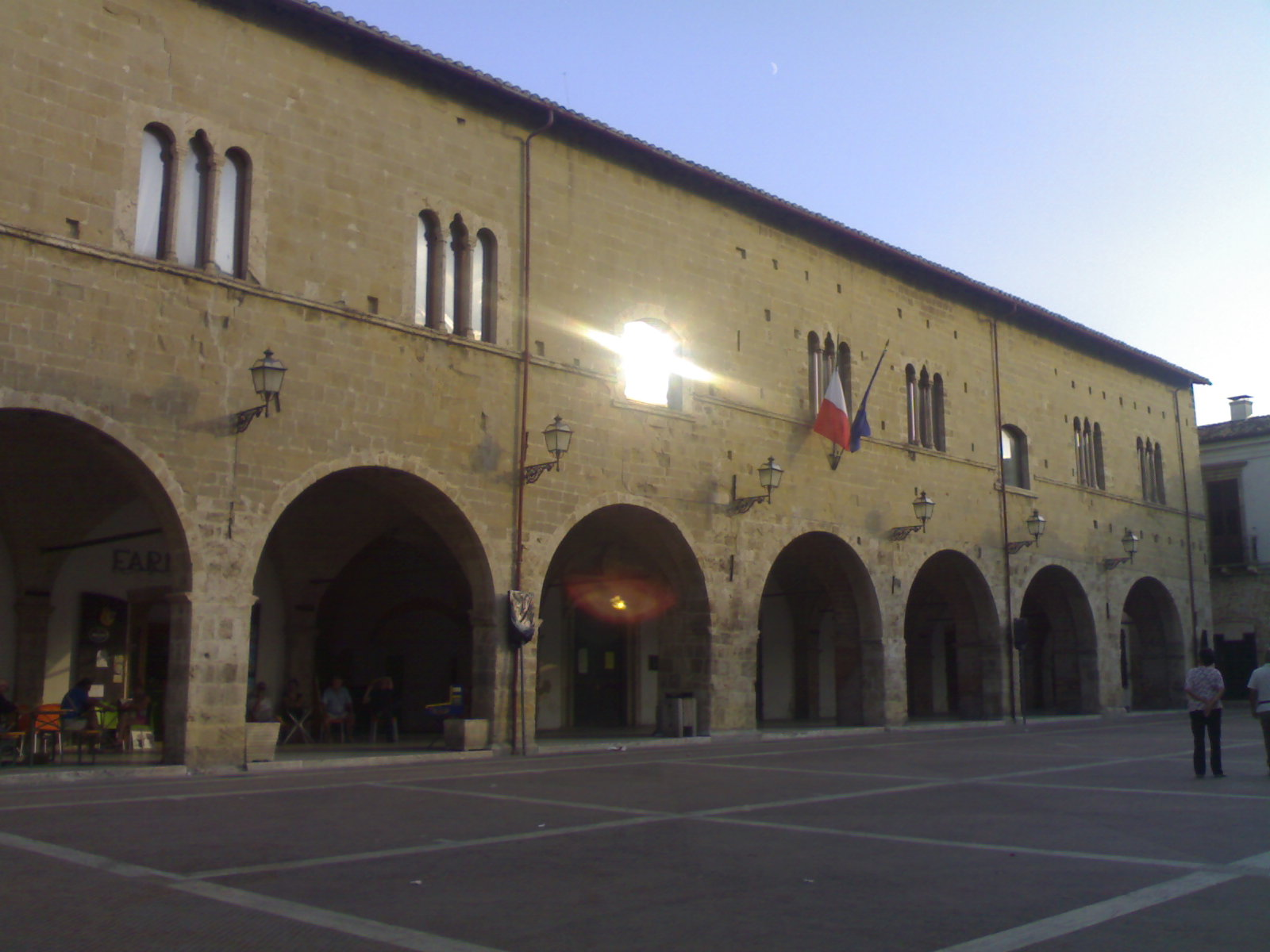
Palazzo Farnese di Campli

- 1527-1528. Una pericolosa pestilenza che colpisce l'Abruzzo, risparmia però Teramo. Come segno di ringraziamento in quello stesso anno viene eretta nella piazza "di sopra" o "delli bovi", addossata al muro occidentale del Duomo, una cappella in onore di San Rocco (non più esistente).
- 1530. Teramo, versando a Carlo V la somma di 40.000 riacquistò la propria autonomia.
- 1535. Nasce a Teramo Muzio Muzii, primo storico della città. Nel 1591 pubblicò nella tipografia dei Fratelli Facii "Il Padre di fameglia", opera pedagogica scritta per il figlio Francesco. Nel 1596 iniziò a comporre la Storia di Teramo. Morì nel 1602 e fu sepolto in Duomo;
- 1542 (settembre), Margherita d'Austria vi passò visitando i suoi Stati di Penne e di Campli.
- 1542-1546. Si diffonde una pericolosa epidemia di febbre maligna, detta Malmazzocco. Ne riferisce lo storico Muzio Muzii nei suoi Dialoghi;
- 1557. Nel quadro del conflitto tra la Spagna di Filippo II e Enrico II di Francia, alleato del Papa, le truppe del duca di Guisa entrarono nel Regno, conquistarono Teramo e posero l'assedio a Civitella del Tronto, che resistette vittoriosamente.
- 1563 (18 settembre) terremoto, più intenso ad Atri;
- 1565, Catasto teramano
- 1570 e anni seguenti: si sviluppa la cosiddetta "epidemia del Castrone" o del montone, dovuta alla pessime condizioni igieniche nelle quali si trovava la città;
- 1583 (8 giugno). Visita di Mons. Giulio Ricci Vescovo e Principe di Teramo. In quella occasione viene ordinato di liberare dal terreno adiacente all'antico muro emergente nei pressi della Cattedrale. Da quella ricognizione inizierà a tornare alla luce l'Anfiteatro romano di Teramo.
- 1588. Principio Fabricii, erudito teramano trasferitosi a Roma alla corte papale, pubblica il volume Delle allusioni et imprese, dedicato al pontefice Gregorio XIII. Il volume è arricchito di numerose tavole incise dall'artista dalmato Natale Bonifacio da Sebenico. Tra le decine di tavole figura anche la bellissima "Therami faustus dies" (pag. 174) che celebra l'istituzione a Teramo della Festa della Pace.
- 1589. I fratelli Facij impiantano a Teramo la prima tipografia e pubblicano Descrittione del sacro monte di Varale di val di Sesia. Sopra il quale si vede, come in vna noua Gerusalem, il sepolchro del n.s. Giesu Christo, & molti altri luoghi pij, ad imitatione di Terra Santa, con infinite figure, statue, & pitture bellissime. Con li misterij fatti da poco tempo in qua, & vn'ordine e somma, che contiene insieme quello ancora che si gli ha da fare.

In Nouara, & di nouo in Teramo d'Abruzzo, appresso Isidoro, & Lepido Facij, fratelli, 1589, primo libro a stampa pubblicato a Teramo. Oltre ad altri opuscoli pubblicati dopo il 1589, nel 1591 pubblicheranno "Il Padre di fameglia" di Muzio Muzii.
- 1596. Muzio Muzii inizia a scrivere la sua Storia di Teramo. Muzio morì poi nel 1602 lasciando il suo lavoro inedito. Dopo alcuni tentativi di pubblicazione, l'opera di Muzii sarà stampata nel 1893, a cura di Giacinto Pannella.

## Il Seicento

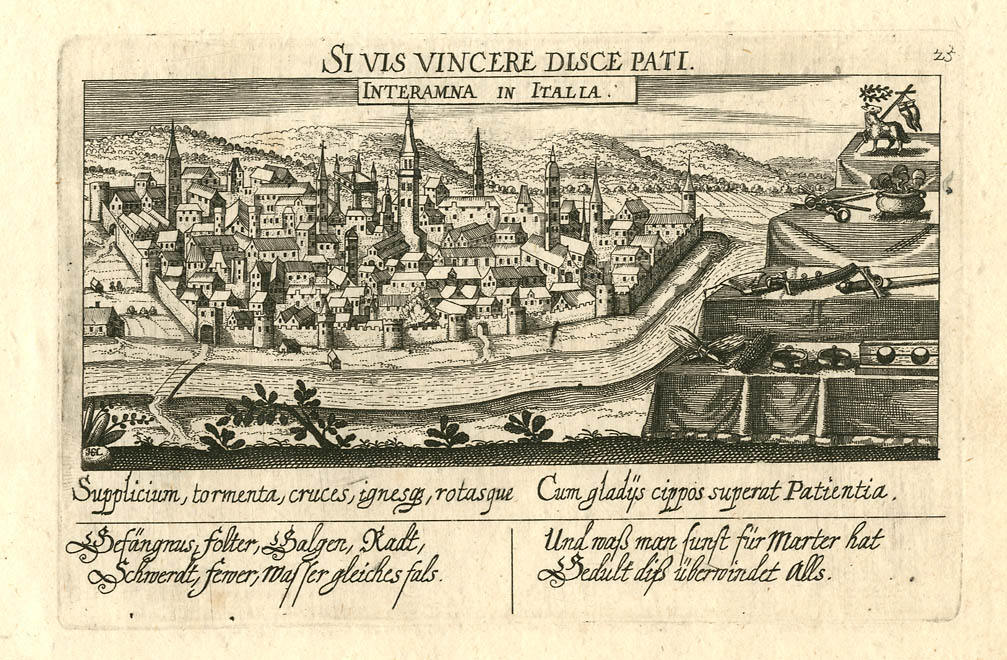
Interamna in Italia, incisione del 1627.

- 1622, inaugurazione della Fiera del Carmine
- 1626, terremoto
- 1627, terremoto
- 1630, pestilenza propagatasi da Milano
- Catasto del 1644
- 1656-1657, pestilenza propagatasi dalla Sardegna
- 1682, Teramo è terrorizzata da frequenti scosse di terremoto
- 1684 la Regia Udienza viene concessa a Teramo, che spera di divenire capoluogo di provincia

## Il Settecento
- 1703, si verificano alcuni terremoti. Così scrive Niccola Palma nella sua Storia di Teramo: ...ed in fine si aggiunse il tremuoto. Cominciò questo a farsi sentire in Dicembre 1702, e ad ingerire apprensione pe' disastri già cagionati nel Principato ultra e nella Contea di Molise. Ma dalle due ore della notte precedente ai 14 gennaio sino ai 2 febbraio 1703, alle ore 18, gli scotimenti furono così violenti che alcuni edifizj caddero, ed altri rimasero maltrattati. Ne abbiamo veduto due pruove nel Cap. LXV ed altre in gran numero se ne veggono anche oggi nell'incisione 1703 fatta su mattonelle né muri di rinforzo e né rinnovati tetti. Abbandonate le case, si ridusse ognuno a passare le fredde notti di quella stagione sotto le tende. Ecco perché dai 14 gennaio ai 2 febbraio, ad ore due della notte, si suonano in Campli le campane, e ciascuna famiglia si gitta in ginocchio a pregare il Signore, onde tenga lontano somigliante flagello: ed in Teramo nel giorno 2 febbraio si sospendono maschere, festini e teatro.[5]
- 1706 terremoto avvertito in città e nel suo territorio circostante con alcuni danni. Epicentro fu l'area di Sulmona dove il terremoto provocò vittime e gravi danni alle costruzioni;
- 1707 dopo la guerra di secessione spagnola la Casa D'Austria domina tutto il Regno delle Due Sicilie per 27 anni;
- 1730, scosse di terremoto con danni e sofferenze in città come si era verificato per i terremoti del 1703 e 1706[6];
- 1732, si verificarono scosse di terremoto. I danni furono aggravati dalla carestia, dal contagio e dal banditismo;
- 1738 costruzione dell'Arco di Monsignore;
- 1744 invasione tedesca; Nascita di Melchiorre Delfico;
- 1749 redazione del Catasto onciario;
- 1787, ripristino del Tribunale collegiato e istituzione del Governo centrale delle Doganelle;
- 1791, inaugurazione del Teatro Corradi (approfondimenti), presso casa Catenacci, in via Vittorio Veneto;
- 1798 per iniziativa di Vincenzo Comi esce a Teramo il primo periodico abruzzese: Il Commercio civile..."; uscirà per un solo anno;
- 1799 (28 luglio) scosse di terremoto a Teramo. Al tramontare del sole iniziò la serie di scosse, ripetute durante la notte. Gli abitanti spaventati si raccolsero sulla piazza maggiore fuori città.[7] I teramani si recarono in Cattedrale, preceduti dal vescovo Mons. Luigi Pirelli, per implorare S. Berardo a liberare la città dal terremoto e nella chiesa dello Spirito Santo per invocare Sant'Emidio (dove probabilmente si conservava un'immagine del santo protettore dai terremoti). 
Quegli accadimenti sono descritti dal contemporaneo sacerdote Angelo De Iacobis (1739-1824) in Cronaca degli avvenimenti in Teramo ed altri luoghi d'Abruzzo: 1772-1822.

### Occupazione francese di Teramo
- 11 dicembre 1798 l'esercito francese al comando del generale Rusca entra a Teramo. Qui i francesi e i cisalpini si abbandonano a saccheggi, devastazioni e requisizioni, istituendo un governo provvisorio detto Municipalità formato da un presidente e da assessori.

- 1799 (2 maggio), i fratelli Fontana, briganti divenuti padroni di Teramo, si prendono la libertà di convocare il parlamento generale, il sindaco, gli eletti, il giudice civile e un tribunale provvisorio.

## L'Ottocento
- 1801, con la sconfitta degli austriaci seguito dalla Pace di Lunéville stipulata il 9 febbraio 1801 e con la sconfitta delle truppe napoletane di Ferdinando che conducono all'arministizio di Foligno e al successivo trattato di Firenze del 28 marzo 1801, i francesi mantennero i territori già in loro dominio. All'annuncio della pace tra i belligeranti la città di Teramo esplode con grandiose feste, con fuochi d'artificio, corse di cavalli, lancio di palloni aerostatici, feste da ballo anche ufficiali e un solenne Te Deum.
- 1802, carestia che provoca numerosi decessi;
- 1803
  - per alleviare la disoccupazione gli amministratori teramani decidono avviare i lavori di riempimento del fossato fuori Porta San Giorgio per creare un viale di passeggio (quella che è oggi il Viale dei Tigli);
  - (7 aprile) varie scosse di terremoto furono avvertite nel Teramano e dell'Aquilano;
  - (il 12 dicembre) si manifestò in città una forte scossa di terremoto, ancor più forte all'Aquila dove si ripeterono per i giorni successivi. A Teramo non vi furono danni. La scossa durò 4 o 5 secondi e fu preceduto da un rumore sotterraneo simile per certi accenni a quello che fa un vento quando nel suo corso incontra un ostacolo[8]

### Occupazione francese 1806-1814
1844); 
- 1806

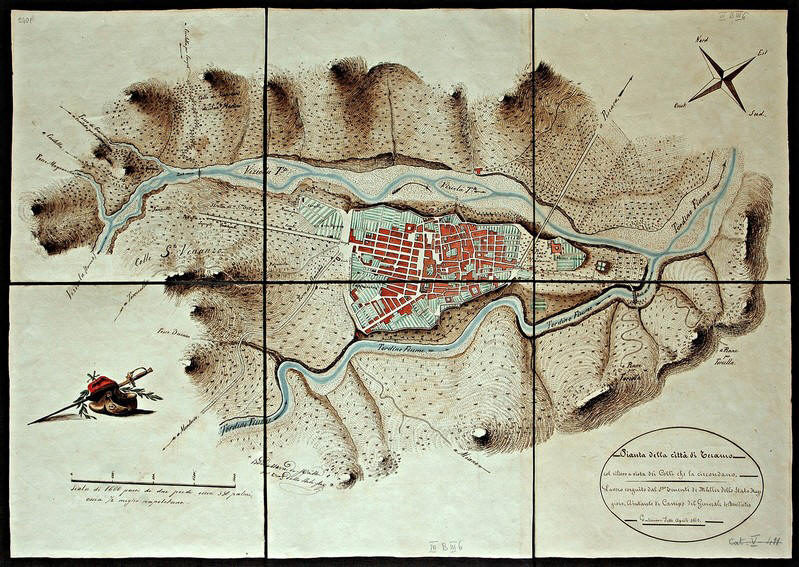
Pianta di Teramo del 1860.

  - terremoto avvertito in città, il cui epicentro non è precisato[9];
  - 15 marzo, Napoleone sconfisse re Ferdinando IV di Napoli e nominò re di Napoli suo fratello maggiore Giuseppe. Teramo pagò le spese per i festeggiamenti in onore dei nuovi padroni.
  - 2 agosto venne abolita la feudalità. Qualche giorno dopo furono istituiti quattro tribunali straordinari per giudicare i delitti contro la pubblica sicurezza. La regione fu divisa in province ulteriormente divise in distretti con a capo rispettivamente governi provinciali e distrettuali. Le vecchie università furono sostituite con decurionati. Il territorio aprutino fino a Pescara costituiva l'Apruzzo Ulteriore I. Alla Guardia Civica si sostituì la Legione Provinciale;
- 1807 (21 e 22 maggio), fu festeggiato Giuseppe Napoleone Bonaparte in visita a Teramo alloggiando nel palazzo vescovile. Per l'occasione Carlo Forti ed Eugenio Michitelli progettarono le scenografie per la festa del giuramento della città al nuovo Re in visita alla città. Alla Legione Provinciale istituita nel 1806 si sostituì la Legione Civica Provinciale;
- 1809
  - Catasto "napoleonico";
  - Teramo ebbe la sua prima Ricevitoria generale che la rese fiscalmente autonoma da Penne;
- 1811 - impianto a Teramo del primo sistema di pubblica illuminazione, con il metodo detto "a riverberi" (approfondimento); nel 1888 gli verrà affiancata una serie di lampioni a petrolio. I lampioni a riverberi, poi alimentati "a lucillina", resteranno in funzione fino all'avvento della luce elettrica, nell'anno 1901;
- 1812 - viene istituito a Teramo il Collegio per studenti al quale in seguito venne aggiunto il Convitto;
- 1812-1826 sotto la direzione dell'ingegnere Carlo Forti, viene demolito l'intero tratto delle mura, tra porta San Giorgio e Porta Romana; allo stesso Carlo Forti si deve l'idea di innalzare al posto della porta di San Giorgio le due colonne, poi denominate "Due di coppe", che furono demolite circa cent'anni dopo, intorno al 1926, per facilitare la circolazione automobilistica;
- 1813, il comune di Teramo viene diviso da Miano ma viene annesso il territorio di Forcella e Magnanella con Gesso e Colle Caruno;
- 1814 insurrezione contro Gioacchino Murat domata dalle truppe di Florestano Pepe

### Ritorno dei Borboni
- 1815
  - la città torna nel Regno di Napoli;
  - inizia la costruzione della strada rotabile Teramo-Giulianova;

### Governo costituzionale del 1820-1821
- 1820-1821 nove mesi di governo costituzionale. La città e la provincia sono nelle mani dell'Intendente, il dignitario carbonaro Nicola Lucenti. Si fermano in Teramo le truppe comandate dal generale Guglielmo Pepe;
- 1821 lieve scossa di terremoto;

### Epoca della Restaurazione: 1821-1860
- 1822
  - inizio della costruzione del ponte a catena sul Tordino inaugurato aperto al traffico nel 1827;
  - si predicano in Teramo e provincia le missioni dei sacerdoti dell'Ordine del preziosissimo sangue di N.S. Gesù Cristo, guidati da Gaspare del Bufalo, proclamato poi santo dalla Chiesa cattolica. Le missioni vengono chiamate con lo scopo specifico di chiamare conversione gli uomini di quella che fu dichiarata la provincia più carbonara dell'intero Regno di Napoli;
- 1831, fu demolita, dopo opportuni permessi, la piccola chiesa di S. Maria degli Angeli, con il relativo romitorio, fuori Porta San Giorgio, perché - come racconta Niccola Palma - "rompeva a destra la visuale fra l'interno e l'esterno stradone" ossia fra i due viali paralleli degli attuali viali dei Tigli. L'area che si liberò - racconta ancora il Palma che è contemporaneo a quei lavori e che proietta verso il futuro lo sviluppo di quella zona da dedicare a parco pubblico - "ha ampliato il bel largo al di sopra di Teramo: e darà impulso all'erezione di curvilinei sedili, ed alla formazione di un viale fiancheggiato da alberi (quando si voglia rincalzare il fossato, che tuttavia rimane da quella parte) verso settentrione, in simmetrica corrispondenza ai sedili da un pezzo piantati, ed al viale già assai inoltrato verso ostro" (est).
- 1832 (24 luglio) visita di Ferdinando II (che tornò a Teramo anche il 19 settembre 1844 e il 24 aprile 1847).

- 1839, inaugurazione del camposanto nei pressi di ponte a Catene.
- 1844 (19 settembre) 2º visita di Ferdinando II (la prima visita vi era stata il 24 luglio 1832 e la terza vi sarà il 24 aprile 1847);
- 1847 (24 aprile) 3º visita di Ferdinando II (le altre due visite erano state nel 24 luglio 1832 e il 19 settembre

### Regno d'Italia

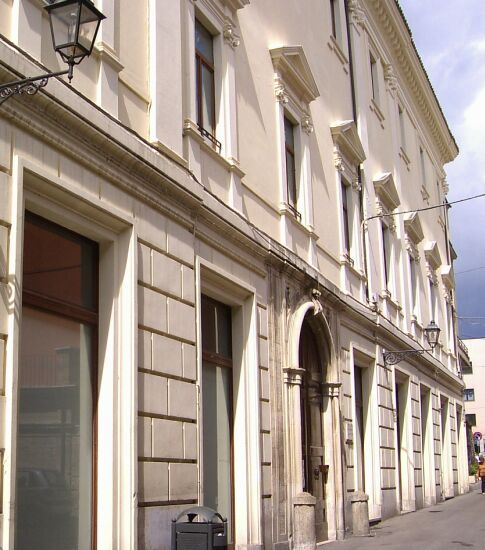
Palazzo Delfico, sede della Biblioteca omonima dedicata a Melchiorre Delfico

- 1860, completamento del ponte sul torrente Fiumicino lungo la strada Teramo-Giulianova, oggi Statale 80. Il ponte è lungo 280 m e largo 6,60 per un totale di 17 archi in muratura;
- 1863 (21 maggio) visita del principe ereditario Umberto di Savoia;

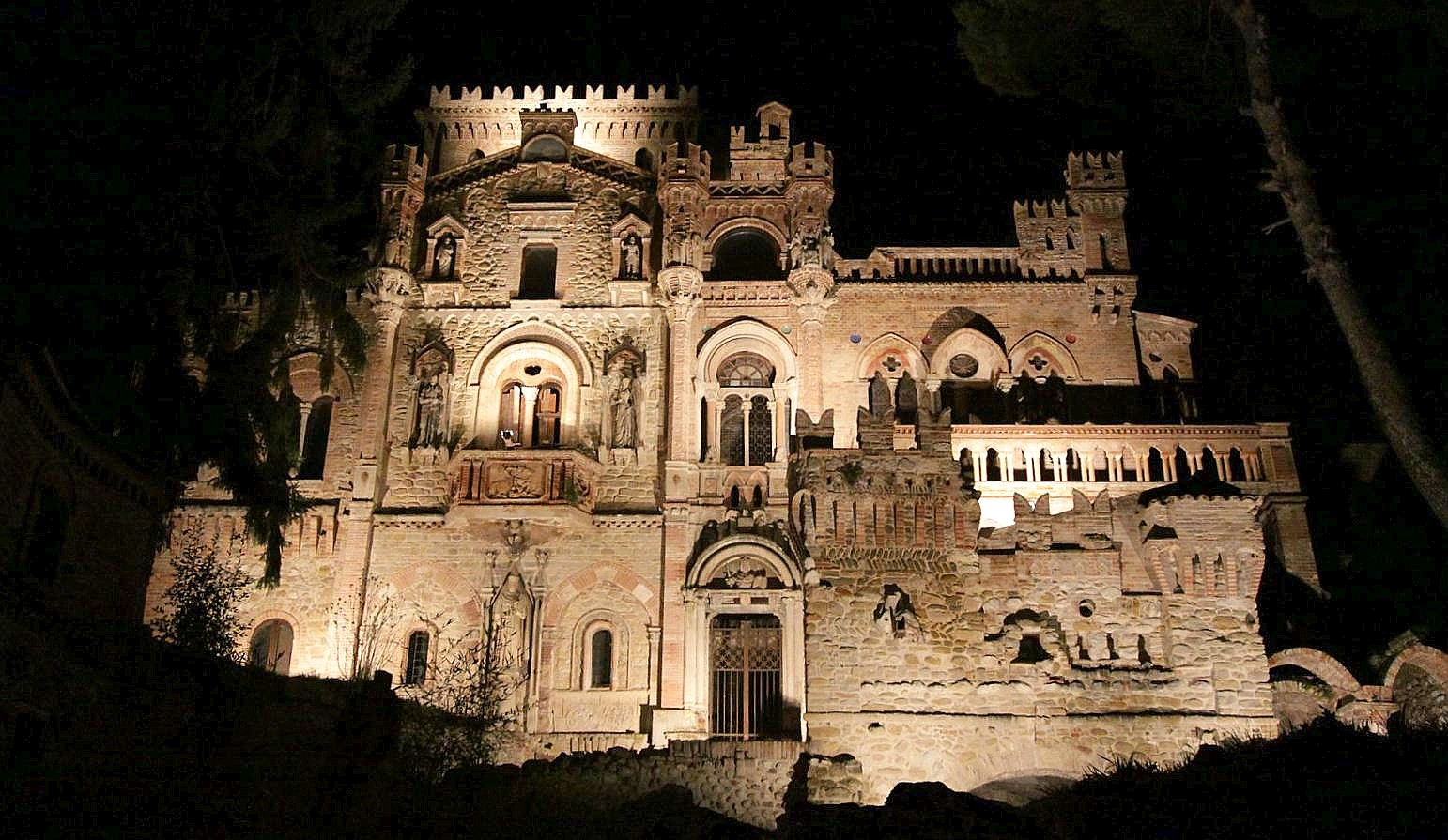
Castello Della Monica nel borgo medievale di Teramo

- 1868 si inaugura il nuovo Teatro Comunale su progetto dell'architetto Nicola Mezucelli. Il sipario, raffigurante l'Incoronazione del Petrarca, è dipinto da Bernardino De Filippis-Delfico;

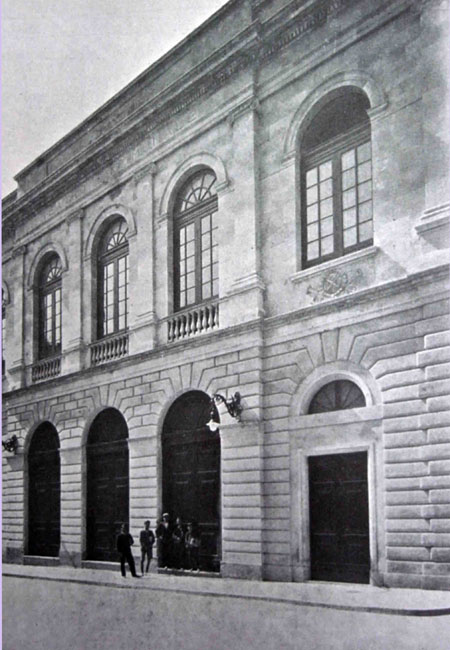
Teatro comunale (Teramo), oggi demolito

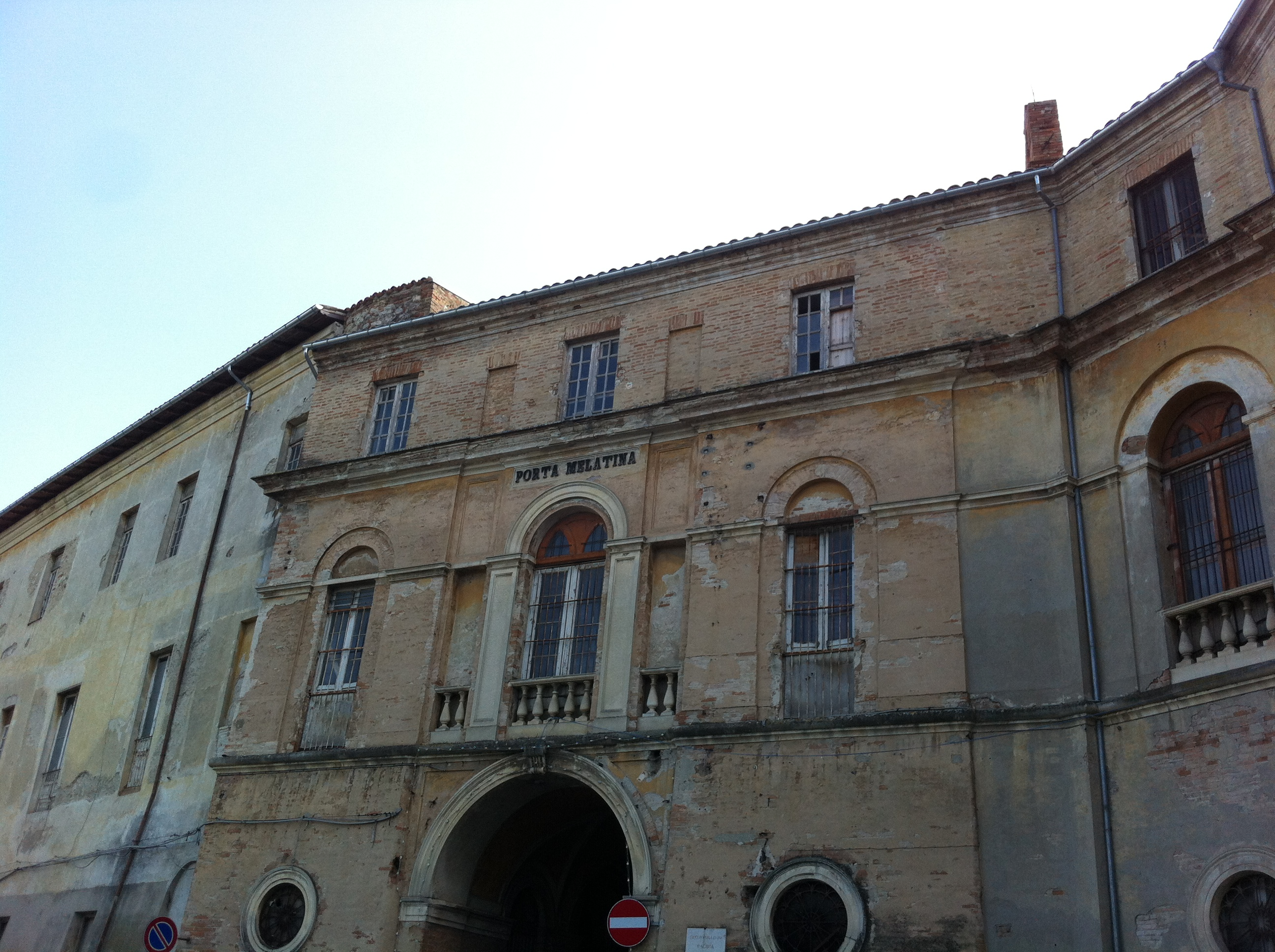
Porta Melatina e Ospedale psichiatrico di Teramo

- 1869, inaugurazione del ponte di Porta

Romana sul torrente Tordino. Il ponte appartiene alla importante Strada viscerale Ascoli-Teramo-Penne-Chieti oggi Statale 81. Il ponte è in muratura, a 5 luci, lungo 134 m;
- 1873, scossa di terremoto avvertito in città, con epicentro nelle Marche;
- 1875
  - si redige il primo catasto "postunitario" dei terreni e dei fabbricati;
  - nel mese di dicembre, per iniziative di un gruppo di esponenti della Sinistra storica, Troiano Delfico, Settimio Costantini e altri, esce il primo numero del "Corriere abruzzese", la cui direzione viene affidata al giornalista romano Francesco Taffiorelli; il giornale sarà poi diretto, a partire dai primi anni del 900, da Tommaso Bruno Stoppa e uscirà fino all'avvento del fascismo;
  - Viene inaugurato il ponte di Venacorvo (o Vena a Corvo) sulla strada viscerale Teramo-Ascoli, oggi Statale 81. Il ponte è a tre arcate e ha una lunghezza di 91,80 m. In quel periodo è il ponte più alto della Provincia. Fu costruito verso il 1875, su d'una roccia selvaggia, ai cui piedi scorre, fra i macigni, un piccolo torrente che in estate è quasi sempre asciutto. Durante la costruzione fu scoperto un tempio dedicato a Silvano, dio delle selve e delle campagne;
- 1876
  - per iniziativa dei fratelli Giovanni e Berardo Mezucelli (quest'ultimo Canonico aprutino), esce il giornale della destra storica "La Provincia", settimanale che resterà in vita fino al 1910;
  - Alle elezioni politiche la sinistra storica conquista tutti e cinque i seggi disponibili in provincia di Teramo. Per la prima volta viene eletto come deputato di Teramo, Settimio Costantini, professore di lettere, già sindaco e presidente della Provincia, che verrà rieletto ininterrottamente fino all'anno della sua morte, nel 1899; sarà più volte sottosegretario alla Pubblica Istruzione;
- 1880 (8 luglio) scossa di terremoto avvertita in città, che generò solo lievi danni;
- 1881
  - Gianfrancesco Nardi pubblica Ricordi di Teramo, piccolo album che raccoglie 20 fotografie con immagini della città di Teramo, vedute e scorci, monumenti e opere d'arte;
  - Berardo Costantini, Sindaco della città e poi Presidente della Congregazione di carità, fonda la prima sezione manicomiale in una sala al piano terra dello storico complesso ospedaliero di Sant'Antonio Abate: nasceva così l'ospedale psichiatrico di Teramo;
  - viene sostituito l'orologio originario posto sulla torre del Duomo, per volontà del sindaco Berardo Costantini;
- 1882, scossa di terremoto avvertito in città, più intenso a San Benedetto del Tronto;
- 1884
  - (10 gennaio) terremoto di lieve intensità a Teramo, più sentito nella fascia costiera adriatica: Mosciano e con maggiori danni ad Atri, Penne, Loreto Aprutino e Città Sant'Angelo;
  - (10 giugno) alle ore 5.30, si avvertirono lievi scosse con andamento ondulatorio N-S. Sia a Notaresco sia in Giulianova il terremoto assunse un andamento a carattere ondulatorio-sussultorio, della durata di 2 secondi, manifestato con un forte rombo, seguito da repliche più intense che si estesero a Mosciano Sant'Angelo, Montepagano, Morro d'Oro, Città Sant'Angelo, mentre sia a Teramo sia a Giulianova durante il mese ci fu qualche replica a carattere ondulatorio[10];
  - (15 luglio), inaugurazione della ferrovia Giulianova-Teramo;
- 1885, terremoto avvertito solo da alcuni testimoni nei casolari del Teramano.[11]
- 1886. Eugenio Cerulli, Federico Occella, Giuseppe Savini e Vittorio Savorini fondano la Rivista abruzzese di Scienze lettere ed arti, importante mensile culturale che resterà in vita fino al 1919. Nel 1893 la direzione della rivista verrà assunta da Giacinto Pannella;
- 1888
  - giugno-luglio: si tiene a Teramo la grande Esposizione provinciale operaia, ospitata nel nuovo edificio della Scuola Normale, oggi sede della Provincia di Teramo;
  - (8 luglio) si verificano scosse di terremoto. La prima scossa alle ore 5 del mattino e l'altra alle ore 22 del giorno successivo. Si produsse qualche danno sia in città (lesioni alle vecchie case) sia nei territori circostanti e in particolare nei casolari di fondovalle siti su terreni alluvionali. Il sisma fu avvertito anche a Notaresco, Basciano, Guardia Vomano, Canzano e Forcella come in altre località nel bacino del Vomano[9];
  - Illuminazione a petrolio
- 1894, scossa di terremoto più intenso nel basso bacino del Tronto e a Chieti;
- 1897 scossa di terremoto avvertita in città, più intenso a Senigallia;
- 1898, scossa di terremoto avvertita in città, più intenso a Rieti;
- 1900
  - uso della prima luce elettrica
  - (10 settembre) scossa di terremoto con epicentro Teramo e Magnitudo 5

## Secolo XX (1901-2000)
- 1903 (5 gennaio) scossa di terremoto di magnitudo 4,4 con epicentro Teramo
- 1904
  - 19 marzo 1904: viene fondato a Teramo "L'Araldo abruzzese", espressione dei cattolici aprutini. Primo direttore è il sacerdote pennese Giovanni De Caesaris.
  - Elezioni politiche del 1904: Carlo De Michetti eletto deputato di Teramo.
- 1910
  - Elezioni politiche: nel collegio di Teramo, Antonio De Benedictis sconfigge il candidato socialista Guido Celli.
  - (13 agosto) scossa di terremoto di Magnitudo 3,8 con epicentro Teramo.
- 1913, Elezioni politiche: nel collegio di Teramo, Guido Celli sconfigge Antonio De Benedictis ed è il primo deputato socialista eletto nel collegio di Teramo;
- 1916 (9 gennaio), scossa di terremoto di magnitudo 4,4 con epicentro Teramo.
- 1917, l'osservatorio astronomico di Collurania viene donato allo Stato, con un beneficio anche per Teramo sul cui territorio comunale è sita l'importante struttura scientifica creata dallo scienziato teramano Vincenzo Cerulli;
- 1924 viene sostituito, sulla torre del Duomo, l'orologio che fu voluto dall'allora sindaco Berardo Costantini: il nuovo orologio monumentale, in funzione ancora oggi, fu realizzato a Torino dalla fabbrica dei fratelli Miroglio;
- 1926, vengono abbattute le due colonne poste ai lati di porta San Giorgio chiamate Due di coppe. I sovrastanti vasi vengono smontati e collocati nel poco distante parco della Villa Comunale; erano state edificate poco dopo il 1812 per sostituire idealmente la demolita porta di San Giorgio;
- 1928 viene "smontata" in Corso Porta romana la medievale Casa degli Antonelli, giunta sul punto di crollare, con l'intenzione, poi non attuata, di ricostruirla altrove.
- 1934 Viene completato e inaugurato il nuovo palazzo del convitto nazionale con annesso liceo-ginnasio; nel palazzo viene ospitata anche la biblioteca "Melchiorre Delfico"; mentre il palazzo era in costruzione era stata sistemata la piazza (già largo della Misericordia) e intitolata a Dante Alighieri; le strade che dal centro conducevano alla piazza erano state intitolate a Giosuè Carducci, Giovanni Pascoli e al letterato teramano Pietro Rosati;

## Seconda guerra mondiale
- 1943
  - 25 giugno 1943, truppe tedesche giunte a Teramo si recano a Bosco Martese dove si scontreranno con gli uomini della Resistenza ivi rifugiatisi; l'episodio è ricordato come la  "battaglia di Bosco Martese".
  - 1943 (3 ottobre), si verifica una forte scossa di terremoto di Magnitudo 5, con epicentro Teramo, avvertita anche nei dintorni e nelle vicine Marche.
- 1944 (13 giugno),dopo la ritirata delle truppe nazifasciste, i primi partigiani entrarono a Teramo e insediarono il Comitato di Liberazione Nazionale; il comando per il mantenimento dell'ordine pubblico fu affidato al partigiano Armando Ammazzalorso. Il 23 giugno fu eletto sindaco Antonino Ciaccio, vecchio garibaldino e antifascista.

## Dal dopoguerra ad oggi
- 1950 (5 settembre), terremoto avvertito in città ma che fece trepidare gli abitanti di Isola del Gran Sasso, Campli, Civitella del Tronto e Pietracamela, ove provocò consistenti danni alle abitazioni private e vistose lesioni agli edifici pubblici[12]. Danni si verificarono anche a Castiglione della Valle.
- 1959 termina la demolizione del teatro comunale di Teramo da parte dell'amministrazione comunale Carino Gambacorta. Gambacorta sarà protagonista di varie demolizioni nel centro storico teramano per lasciar spazio a nuove e discutibili architettura moderne, si ricorda la demolizione di casa Bonolis coi portici in Corso De Michetti, e lo sventramento del quartiere Santa Maria a Bitetto (zona piazzetta del Sole) e di piazza del Carmine, lasciando in piedi solo la chiesa.
- 1964 (9 ottobre), inaugurazione del nuovo ponte a catena in cemento armato sul Tordino, in sostituzione del vecchio ponte ivi esistente.
- 1967 (20 aprile), inaugurazione variante di Teramo (via Po) con i relativi nuovi ponti, il ponte San Gabriele sul Vezzola e il ponte sul Cartecchio.
- 1968

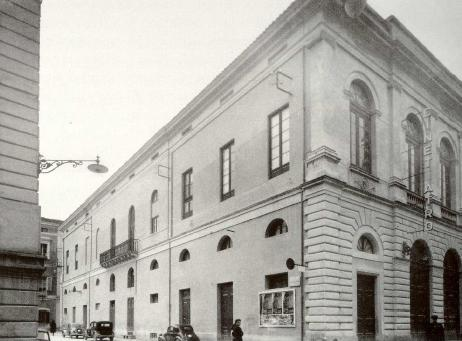
Foto storica del teatro comunale di Teramo sul corso San Giorgio, prima del 1959

- - inizio dei lavori del traforo del Gran Sasso per unire Teramo con L'Aquila e Roma.
  - realizzazione del ponte sul Messato tra il quartiere Cona e la contrada Mezzanotte.
- 1969 L'arco di Monsignore viene demolito. L'arco del XVIII secolo era una sorta di corridoio coperto tra il palazzo vescovile e il Duomo, permetteva il passaggio da piazza Orsini a piazza Martiri della Libertà (ex piazza Vittorio Emanuele)
- 1975 (12 aprile), visita a Teramo del presidente della Camera dei deputati, Sandro Pertini (in seguito diventato presidente della Repubblica), in occasione del XXX anniversario della Liberazione dalle truppe tedesche;
- 1977 (23 aprile), inaugurazione a Porta Reale del monumento alla Resistenza dell'artista Augusto Murer. All'inaugurazione era presente, tra gli altri il presidente del Consiglio dei ministri Giulio Andreotti.
- 1984 apertura tunnel del Gran Sasso, direzione Teramo.
- 1985 (30 giugno), visita a Teramo di papa Giovanni Paolo II.
- 1995 apertura del secondo tunnel del Gran Sasso, direzione L'Aquila.

- 2004 (3 aprile), si inaugura la nuova sede dell'attuale Biblioteca regionale Melchiorre Dèlfico, dapprima nel liceo classico di Piazza Dante, nel ristrutturato palazzo Delfico nel quartiere San Giorgio;
- 2007 (8 settembre), riapertura al culto del duomo di Teramo chiuso per alcuni anni per importanti lavori di ristrutturazione. Durante i lavori sono stati ritrovati sotto il pavimento, e resi visibili al pubblico, la cripta di San Berardo e un cunicolo che dalla cripta si dirige verso piazza Martiri della Libertà. Sono stati inoltre osservati resti di costruzioni precedenti, sotto il pavimento, nella parte prossima all'ingresso principale.
- 6 aprile 2009, h. 3.32, importante scossa di terremoto con epicentro nella provincia dell'Aquila, danni anche a Teramo, in particolare alla chiesa di Sant'Agostino.
- 2016 (5 giugno), durante la ripavimentazione di Corso San Giorgio vengono alla luce i resti di uno storico palazzo romano.
- 2016 (24-27 agosto, 30 ottobre): scosse di terremoto di magnitudo 6.0 e 6.5 a Norcia: danni consistenti a Teramo, alla torre del Duomo, a Sant'Agostino, all'ex manicomio, all'ospedaletto di Porta Romana, alla chiesa di Sant'Antonio di Padova, al palazzo dei portici in piazza Martiri della Libertà.